# Lekkoatletyka na Igrzyskach Wspólnoty Narodów 2014 – skok w dal kobiet
Skok w dal kobiet – jedna z konkurencji lekkoatletycznych rozgrywanych podczas XX Igrzysk Wspólnoty Narodów w Glasgow. Zawody rozegrane zostały na stadionie Hampden Park. Skoki eliminacyjne 30 lipca, zaś finałowe – 31 lipca. Mistrzem w tej konkurencji została Nigeryjka Ese Brume.

## Rekordy
| Rekord świata  | Galina Czistiakowa | 7,52 | Leningrad | 11 czerwca 1988 |
| Rekord igrzysk | Bronwyn Thompson   | 6,97 | Melbourne | 2006            |

### Eliminacje
Zawodniczki rywalizowały w dwóch grupach: A i B.
| Poz. | Grupa | Zawodniczka             | Reprezentacja              | #1   | #2   | #3   | Rezultat | Uwagi |
| ---- | ----- | ----------------------- | -------------------------- | ---- | ---- | ---- | -------- | ----- |
| 1    | B     | Bianca Stuart           | Bahamy                     | 6,67 | -    | -    | 6,67     | Q,    |
| 2    | B     | Chantel Malone          | Brytyjskie Wyspy Dziewicze | 6,16 | 6,49 | 6,55 | 6,55     | Q     |
| 3    | A     | Marlyne Ngo Ngoa        | Kamerun                    | 5,99 | 6,00 | 6,52 | 6,52     | q,    |
| 4    | A     | Shara Proctor           | Anglia                     | 6,36 | 6,30 | 6,51 | 6,51     | q     |
| 5    | B     | Christabel Nettey       | Kanada                     | 6,42 | 6,47 | -    | 6.47     | q     |
| 6    | B     | Jazmin Sawyers          | Anglia                     | 6,39 | x    | 6,23 | 6,39     | q     |
| 7    | B     | Nektaria Panaji         | Cypr                       | 6,14 | x    | 6,36 | 6,36     | q     |
| 8    | A     | Margaret Gayen          | Australia                  | 6,13 | 6,10 | 6,34 | 6,34     | q     |
| 9    | A     | Rebecca Camilleri       | Malta                      | x    | 6,31 | 6,13 | 6,31     | q     |
| 10   | B     | Joëlle Mbumi Nkouindjin | Kamerun                    | 6,08 | x    | 6,30 | 6,30     | q     |
| 11   | B     | Lorraine Ugen           | Anglia                     | 6,30 | x    | x    | 6,30     | q     |
| 12   | A     | Ese Brume               | Nigeria                    | 6.29 | 6,20 | 6,22 | 6.29     | q     |
| 13   | B     | Jovanee Jarrett         | Jamajka                    | 6,24 | x    | 6,12 | 6.24     |       |
| 14   | B     | Jade Nimmo              | Szkocja                    | 6,12 | 6,20 | 6,23 | 6,23     |       |
| 15   | A     | Sarah Warnock           | Szkocja                    | x    | x    | 6,22 | 6,22     | SB    |
| 16   | B     | Tamara Myers            | Bahamy                     | 5,90 | 5,94 | 6,14 | 6,14     |       |
| 17   | A     | Jessica Penney          | Australia                  | 6,03 | x    | 6,14 | 6,14     |       |
| 18   | B     | Mayookha Johny          | Indie                      | 6,00 | 6,20 | 5,89 | 6,20     |       |
| 19   | A     | Elizabeth Dadzie        | Ghana                      | x    | 6,34 | 6,37 | 6,37     | PB    |
| 20   | A     | Musyoki Gladys          | Kenia                      | x    | 6,04 | x    | 6,04     |       |
| 21   | B     | Arantxa King            | Bermudy                    | x    | 6,02 | x    | 6,02     |       |
| 22   | A     | Eleftheria Christofi    | Cypr                       | x    | x    | 5.87 | 5,87     |       |
| 23   | B     | Ayanna Alexander        | Trynidad i Tobago          | x    | 5,77 | 5,69 | 5,77     |       |
| 24   | A     | Rechelle Meade          | Anguilla                   | 5,54 | x    | 5,75 | 5,75     | =     |
| —    | A     | Amy Harris-Willock      | Antigua i Barbuda          | x    | x    | x    | NM       |       |
| —    | A     | Marie Ngona Zibi        | Kamerun                    |      |      |      | DNS      |       |
| —    | A     | Chanice Porter          | Jamajka                    |      |      |      | DNS      |       |
| —    | B     | Lerato Sechele          | Lesotho                    |      |      |      | DNS      |       |

### Finał
| Poz. | Zawodniczka             | Reprezentacja              | 1    | 2    | 3    | 4    | 5    | 6    | Rezultat | Uwagi |
| ---- | ----------------------- | -------------------------- | ---- | ---- | ---- | ---- | ---- | ---- | -------- | ----- |
|      | Ese Brume               | Nigeria                    | 6,43 | 6,39 | 6,56 | 6,50 | -    | x    | 6,56     |       |
|      | Jazmin Sawyers          | Anglia                     | 6,30 | 6,10 | 6,47 | 5,83 | 6,40 | 6,54 | 6,54     | SB    |
|      | Christabel Nettey       | Kanada                     | 6,47 | 6,49 | 6,39 | 6,39 | 6,27 | 6,49 | 6,49     |       |
| 4    | Chantel Malone          | Brytyjskie Wyspy Dziewicze | 6,41 | x    | x    | x    | 6,12 | 6,26 | 6,41     |       |
| 5    | Lorraine Ugen           | Anglia                     | 6,29 | 6,36 | 6,29 | x    | x    | 6,39 | 6,39     | SB    |
| 6    | Margaret Gayen          | Australia                  | 5,80 | 6,34 | x    | 6,25 | 6,00 | 6,05 | 6,34     |       |
| 7    | Nektaria Panaji         | Cypr                       | 6,29 | 6,28 | 6,33 | x    | x    | 6,08 | 6,33     |       |
| 8    | Bianca Stuart           | Bahamy                     | 6,20 | x    | 6,31 | 6,14 | x    | 6,06 | 6,31     |       |
| 9    | Rebecca Camilleri       | Malta                      | x    | 6,23 | x    | –    | –    | –    | 6,23     |       |
| 10   | Marie Ngo Ngoa          | Kamerun                    | x    | 6,20 | 6,11 | –    | –    | –    | 6,20     |       |
| 11   | Joëlle Mbumi Nkouindjin | Kamerun                    | 6,16 | 6,11 | 6,18 | –    | –    | –    | 6,18     |       |
| —    | Shara Proctor           | Anglia                     | x    | r    | –    | –    | –    | –    | NM       |       |